# Distretti elettorali di San Marino

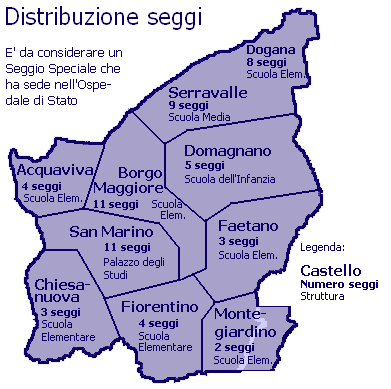
Distribuzione dei distretti sul territorio sammarinese

Nella Repubblica di San Marino le elezioni avvengono in un collegio unico nazionale, che non ha circoscrizioni, ma è diviso in 10 distretti ed un seggio speciale.

## Lista
| Distretti elettorali                                         | Numero seggi |
| ------------------------------------------------------------ | ------------ |
| Città di San Marino                                          | 11           |
| Borgo Maggiore                                               | 11           |
| Serravalle                                                   | 9            |
| Dogana (Serravalle)                                          | 8            |
| Acquaviva                                                    | 4            |
| Chiesanuova                                                  | 3            |
| Domagnano                                                    | 5            |
| Faetano                                                      | 3            |
| Fiorentino                                                   | 4            |
| Montegiardino                                                | 2            |
| Seggio speciale: Ospedale di Stato Cailungo (Borgo Maggiore) | 1            |
| San Marino                                                   | 61           |